# Меморіал невідомому солдату (Каїр)
Каїрський Меморіал Невідомому солдату (араб. قبر الجندي المجهول, англ. Cairo Unknown Soldier Memorial) — величний пам'ятник-меморіал на честь полеглих єгипетських солдатів у Жовтневій війні 1973 року, також місце захоронення Президента Єгипту Анвара Садата, трагічно загиблого 1981 року. 

## Загальні дані та опис
Меморіал розташований у сучасному каїрському районі (передмісті) Насер-Сіті.
Меморіал Невідомому солдату в Каїрі являє собою споруду у формі Єгипетських пірамід, поєднуючи велич і простоту, святість та вічність. Його було зведено спеціально для увічнення єгипетських жертв Жовтневої війни (1973). 
Висота меморіалу — 31,6 метри, ширина основи — 14,3 метри. На чотирьох опорах (завтовшки 1,9 метрів кожна), що підносяться вгору, творячи піраміду, викарбувано 71 символічне ім'я.
Усередині меморіалу, на землі, просто під верхівкою піраміди встановлено цільний базальтовий куб, що зображує солдатську могилу.  
Автор меморіалу — доктор Самі Рафе (Sami Rafe).
Подібний (лише ідейно) меморіал є також і в Александрії на площі Ель-Шохада (El-Shohada midan).

## З історії меморіалу
Задум створити Меморіал, який вшановував би жертв-єгипетських солдатів Жовтневої війни 1973 року виник у перші роковини війни в жовтні 1974 року. 
Президент країни Анвар Садат віддав наказ звести такий меморіал. Було проведено конкурс на визначення найкращого проекту Меморіалу, який виграв доктор Самі Рафе. Автор утілив проект у рекордно швидкий термін — менше ніж за півроку, розпочавши роботу 25 травня і завершивши 15 вересня. 
Відтак, 6 жовтня 1975 року за участі Президента Єгипту Садата й віце-президента Мубарака Меморіал Невідомому солдату в Каїрі було урочисто відкрито й покладено квіти до кенотафу. 
У 1981 році після вбивства Анвара Садата було вирішено поховати його у Меморіалі. 
У теперішній час єгиптяни і туристи-гості країни вшановують пам'ять полеглих єгипетських вояків та Президента Садата, відвідуючи Каїрський Меморіал Невідомому солдату.